# Hunter (nome)
Hunter  è un nome proprio di persona inglese maschile e femminile.

## Origine e diffusione

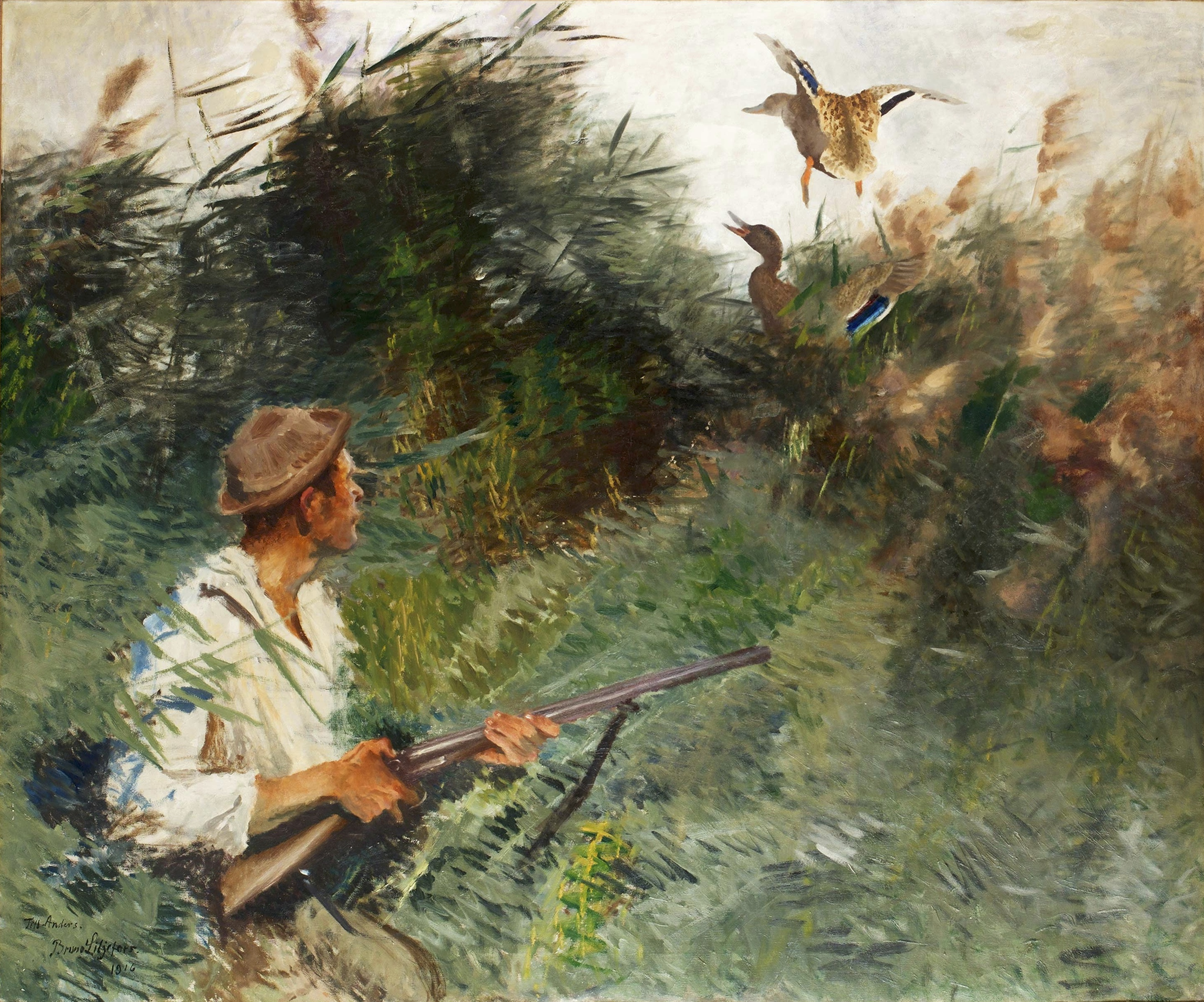
Un cacciatore in un dipinto di Bruno Liljefors

Nome in uso dal XVII secolo, riprende il cognome inglese Hunter, di origine occupazionale e con il letterale significato di "cacciatore"; è pertanto analogo, per semantica, ai nomi Venanzio e Chase.
Etimologicamente risale all'inglese antico hunta.

## Onomastico
Nessun santo porta questo nome, che quindi è adespota: il suo onomastico ricade pertanto in occasione di Ognissanti, il 1º novembre.

## Persone

### Femminile
- Hunter Tylo, attrice statunitense

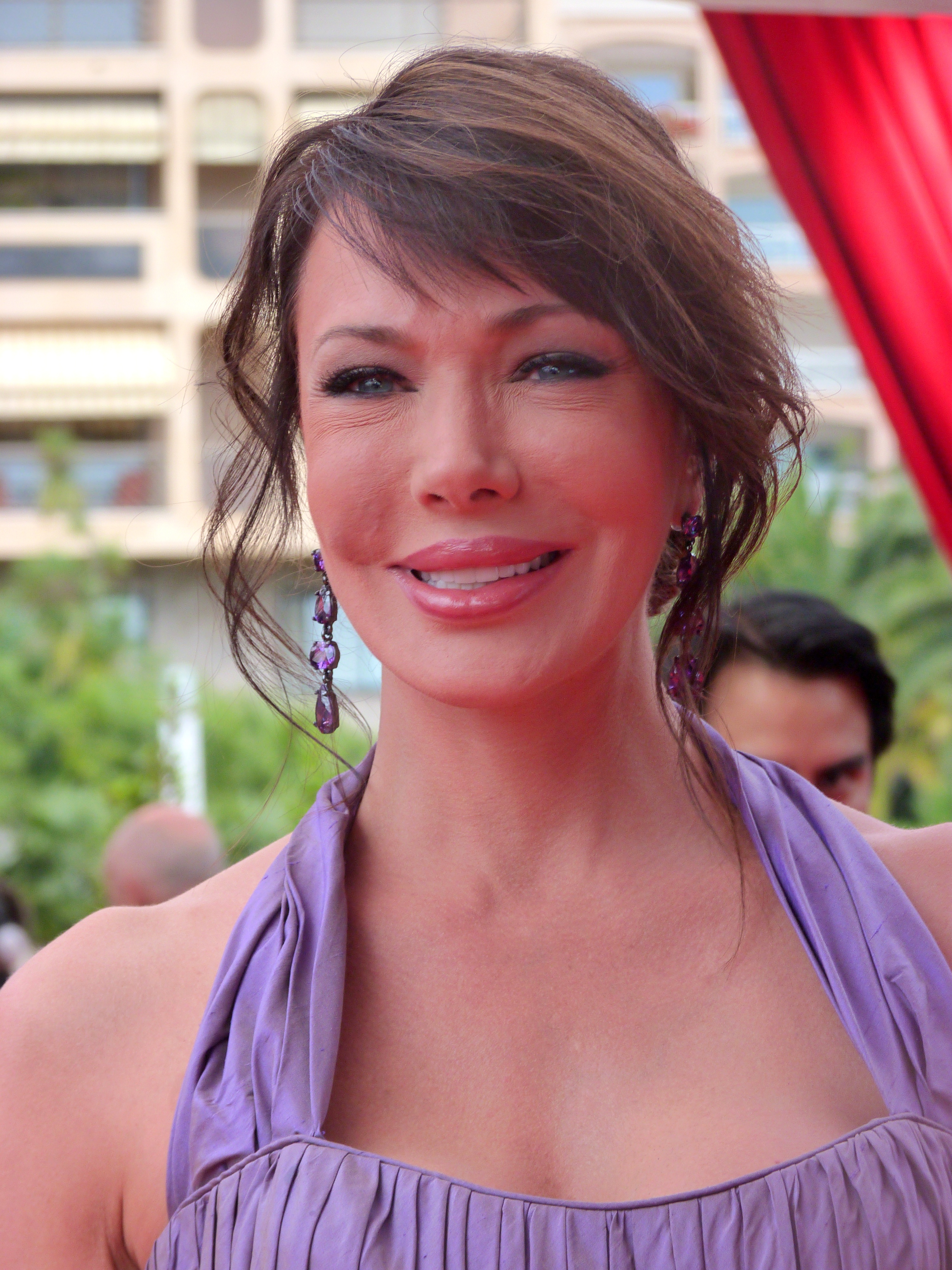
Hunter Tylo

- Hunter Schafer, attrice statunitense

### Maschile
- Hunter Doherty Adams, vero nome di Patch Adams, medico statunitense
- Hunter Blair, politico irlandese
- Hunter Burgan, bassista statunitense
- Hunter Elliott, attore canadese
- Hunter Freeman, calciatore statunitense
- Hunter Hayes, cantautore e musicista statunitense
- Hunter Hillenmeyer, giocatore di football americano statunitense
- Hunter Parrish, attore statunitense
- Hunter Renfrow, giocatore di football americano statunitense
- Hunter Stockton Thompson, giornalista e scrittore statunitense

## Il nome nelle arti
- Hunter Foster è un personaggio dell'anime Inazuma Eleven Ares
- Hunter è un personaggio del romanzo di Neil Gaiman Nessun dove.
- Hunter Predd è un personaggio dei romanzi della serie Il viaggio della Jerle Shannara, scritti da Terry Brooks.
- Hunter Riley è un personaggio della serie televisiva Stargate Universe.
- Hunter Zolomon, più noto come Zoom, è un personaggio dei fumetti DC Comics.